# Межиріцька стоянка

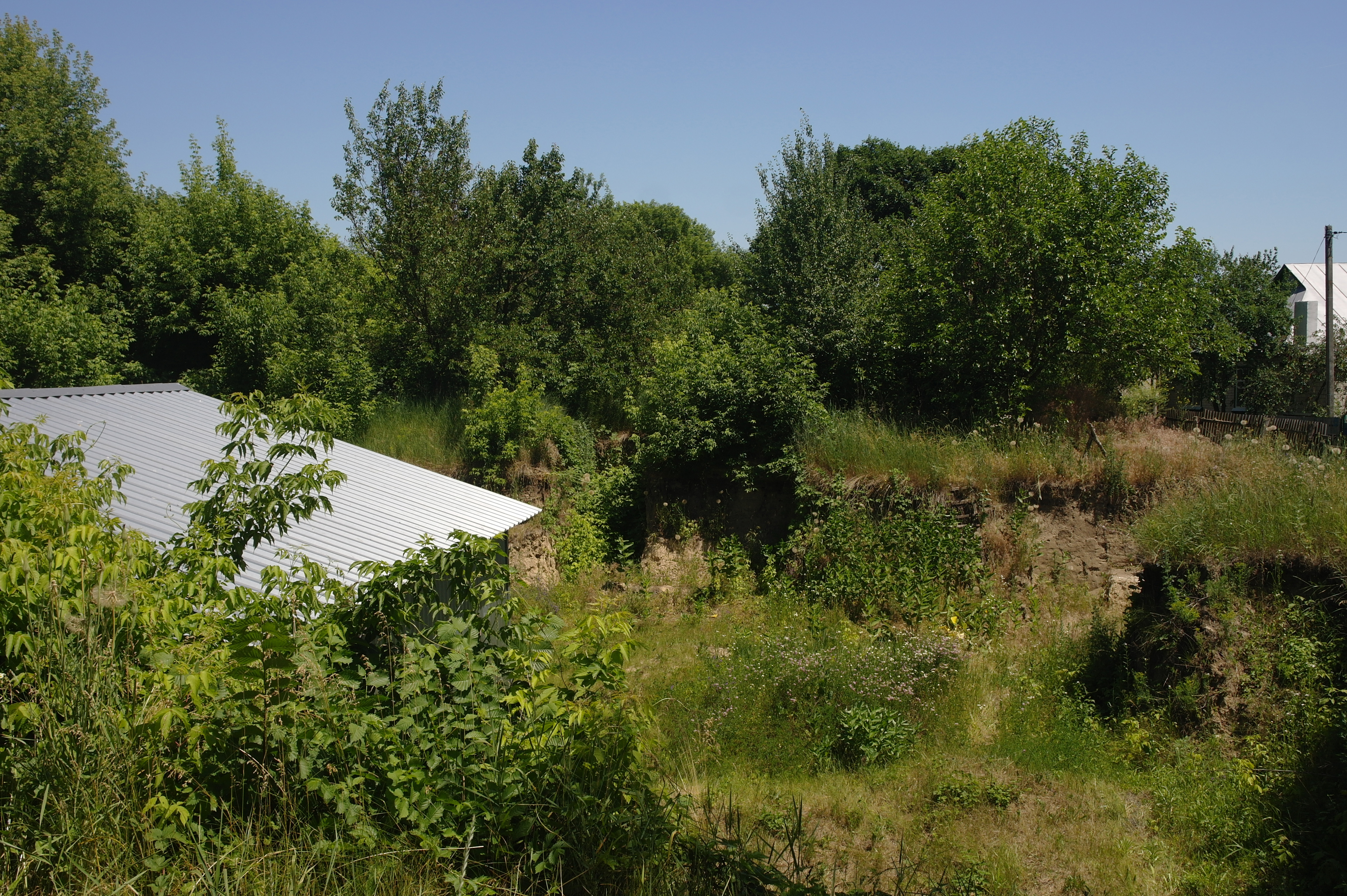
Місце Межиріцької стоянки

Межиріцька стоянка — пізньопалеолітична стоянка мисливців на мамутів. Розташована в с. Межиріч в Канівській громаді Черкаської області, на мисі, в межиріччі р. Рось та р. Росави, 12 км на захід від р. Дніпро.
Палеолітичні культурні рештки пам'ятки залягають на глибині 2,5 — 3,5 м від сучасної земної поверхні. Датування радіокарбоновим методом на пробах кісток різних тварин, зокрема й мамута, дозволило визначити вік стоянки у досить вузьких межах — близько середини 15 тисячоліття до н. е. Для побудови 4-х жител було використано рештки десятків мамутів, зібраних, найпевніше, на розташованих неподалік місцях з численними заглибленими залишками цих тварин.

## Історія дослідження

### Відкриття
Стоянка Межиріч була випадково відкрита восени 1965 року одним із місцевих жителів З. Н. Новицьким. Під час спорудження льоху на глибині близько 2-х метрів він натрапив на нижню щелепу мамута. Про свою знахідку він повідомив вчителю місцевої школи Р. В. Головку, а той, водночас, сповістив Інститут зоології АН УРСР.
Перші обстеження стоянки проводив співробітник Інституту зоології АН УРСР Володимир Свистун, який і зробив припущення про відкриття нової стоянки пізнього палеоліту. Для підтвердження цього припущення на літо 1966 були заплановані археологічні розкопки.

### Перший етап дослідження
Перший етап дослідження стоянки безпосередньо пов'язаний з діяльністю Підоплічка Івана Григоровича, який протягом 1966—1974 керував розкопками. За цей час було відкрито 3 житла з кісток мамута.

Підоплічко Іван Григорович — дослідник стоянки 1966—1974 роках

### Подальші дослідження
Подальші дослідження проводилися впродовж 1976—1983 під керівництвом археолога М. І. Гладких та палеозоолога Н. Л. Корнієць. Основні роботи тоді проводились на ділянці, яку посідав IV господарсько-побутовий комплекс. В 1989 було досліджено ділянку площі між І та IV господарсько-побутовими комплексами.
Протягом 2002—2008 рр. дослідження пам'ятки продовжила спільна українсько-французька експедиція під керівництвом Д. Ю. Нужного, Ст. Пеана та П. С. Шидловського. Головні дослідження стосувалися вивчення господарських об'єктів та культурного шару навколо стоянки.

## Опис стоянки

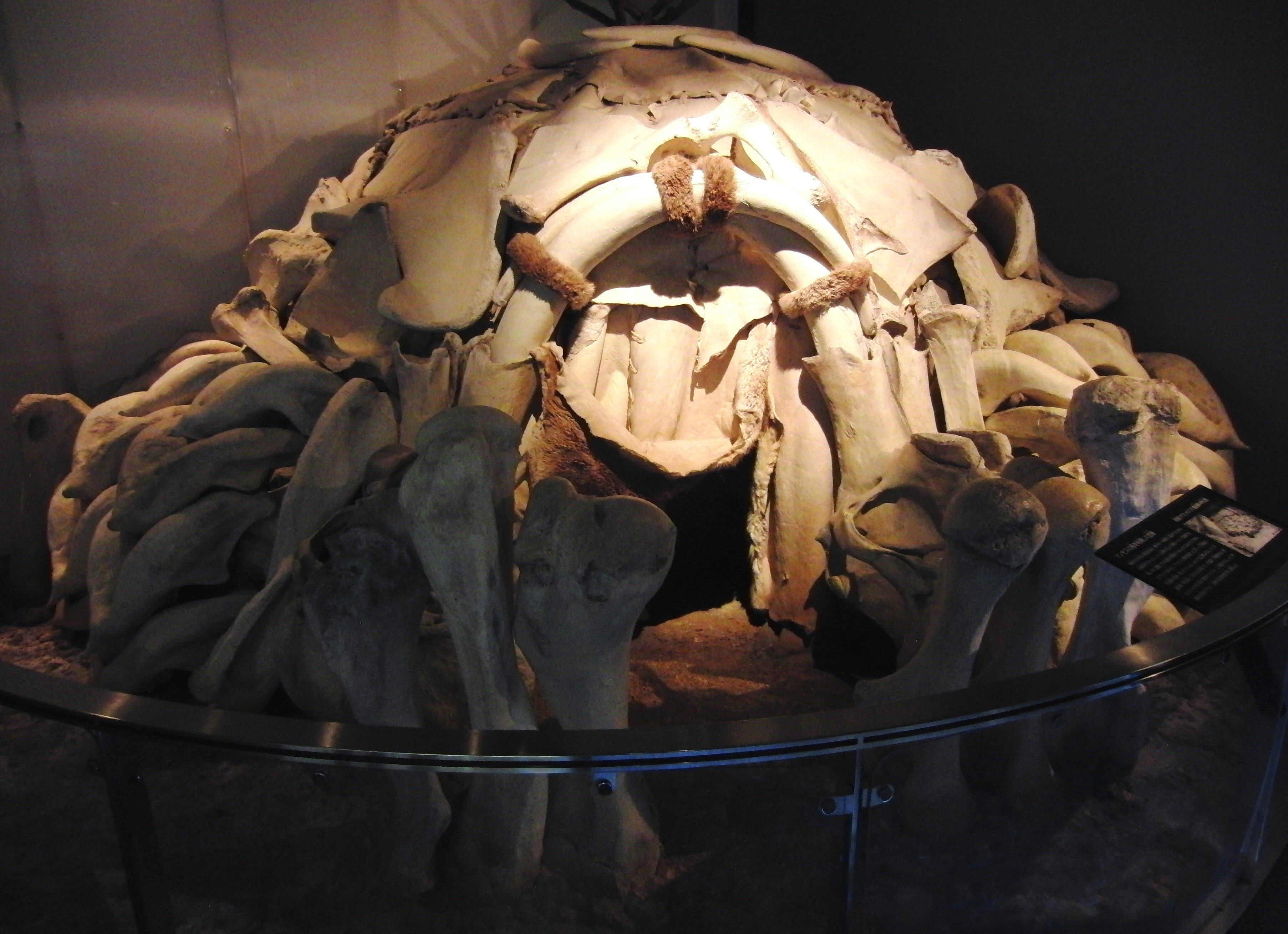
Реконструкція Межиріцької стоянки в Японії

Разом на будівництво споруди було використано 385 кісток, зокрема великі уламки великих кісток, які не відігравали призначення як опертя. Житлова споруда мала площу 42 м2 за зовнішніми розмірами. Внутрішня, житлова площа, складала 23 м2. Для притиснення шкур, що покривали каркас споруди, у надцокольній частині слугували 13 черепів мамутів. Для цієї ж мети було використано 30 лопаток та близько 40 трубчастих і тазових кісток, що були розташовані над цокольною частиною споруди, а також 35 бивнів, котрі знаходилися на даху. Опорою для споруди, на думку І. Г. Підоплічка, слугували жердини товщиною до 7-10 см.
Визначальною рисою межиріцької стоянки був паркан із трубчастих кісток напівдорослих та дорослих мамутів, що відгороджував вхід до житла з півдня. Цей паркан складався із вкопаних 5 стегнових, 6 плечових, 1 великої степної і 2 тазових кісток мамонта, котрі зберегли майже прямовисне положення. Ймовірно, він прикривав зовнішні фасадні частини біля головного входу, що були зроблені зі шкіри або тонких жердин та створював два бічних проходи, один з яких вів до зовнішнього південно-східного вогнища.
Якщо не враховувати 95 нижніх щелеп мамонта, використаних на личкування цокольної частини житла, 4 черепа, 3 плечові кістки і декілька бивнів всередині споруди, низку уламків великих кісток, які не мали опорного завдання, загалом виходить, що на побудову каркасу межиріцької стоянки було використано 201 кістку мамута: черепів — 42, лопаток — 30, плечових кісток — 11, ліктьових кісток — 1, променевих кісток — 1, тазових кісток — 11, стегнових кісток — 55, великих гомілкових кісток — 3, хребців — 47.
Поруч із першою стоянкою згодом було знайдено другу. Ця споруда була набагато біднішою першої, оскільки тут було розміщено по колу тільки 18 черепів мамутів.
Координати — 49.63257, 31.42677

## Карта

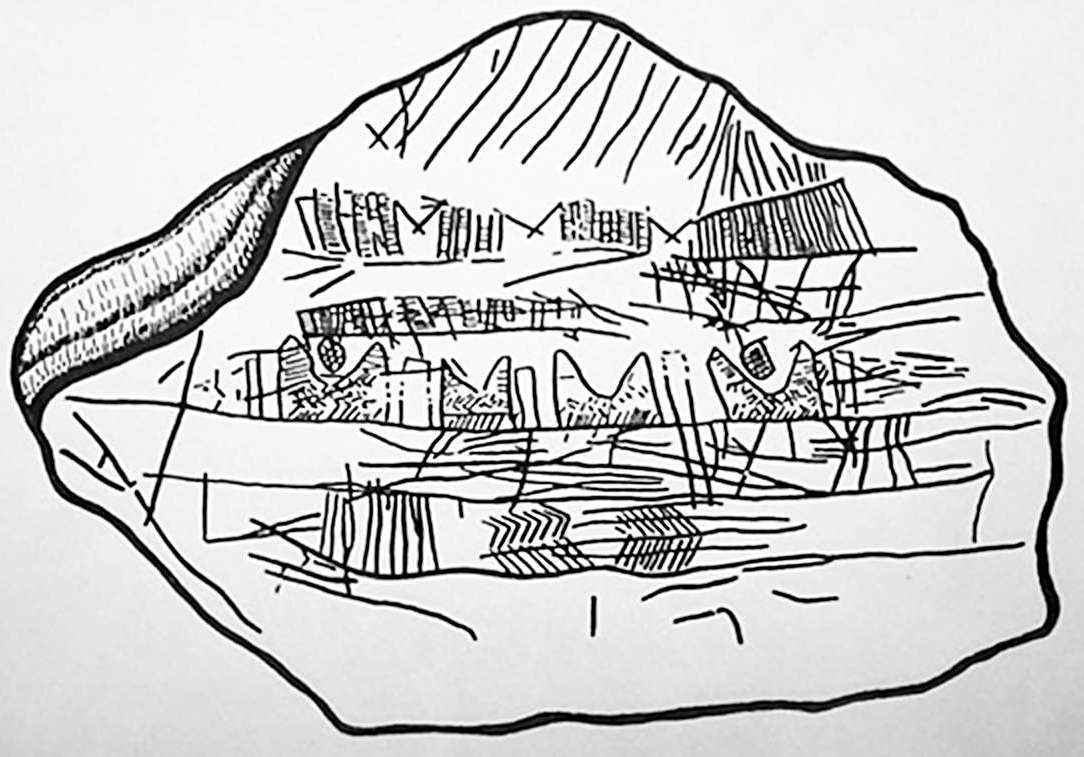
Межиріч-мапа

На одному з бивнів мамонта, знайденого на стоянці, зображено нехитру схему місцевості. Можливо, це найдавніша мапа, знайдена на теренах України і світу. Вона складається із семи рядів зображень.

## Експозиція
На основі кісток, зібраних на місці Межирицької стоянки, було відновлено її вигляд. Вона представлена в експозиції Національного науково-природничого музею НАН України (м. Київ). Ця споруда неодноразово показувалася в країнах Західної Європи та Японії.